# Алмаз (крейсер)

Гідрокрейсер «Алмаз»

Крейсер «Алмаз» — крейсер II-го рангу, гідрокрейсер Чорноморського флоту. За часів національно-визвольних змагань (1917–1918 рр.) входив до складу Українських військово-морських сил.

## Історія корабля
Крейсер II-го рангу «Алмаз» було закладено на Балтійському заводі в Санкт-Петербурзі 12 вересня 1902 року. Спущений на воду 20 травня 1903 року. Введений до ладу у грудні 1903 року. Переведений на Тихоокеанський флот. У складі 2-й Тихоокеанської ескадри брав участь у Цусимський битві. Крейсеру вдалося уникнути великих ушкоджень та прибути до Владивостоку.
В 1906 році — переведений на Балтійський флот. З березня 1908 року — посильне судно. З 1908 — імператорська яхта. У 1911 році увійшов до складу Чорноморського флоту. Був перебудований на гідрокрейсер — окрім відповідного озброєння, ніс на собі 4 гідролітаки.
Активно використовувався у бойових діях під час Першої світової війни. Зокрема, 28 березня 1915 року, у складі групи кораблів Чорноморського флоту брав участь у першому бомбардуванні проливу Босфор.
Після Лютневої революції значно актуалізувався національно-визвольний рух українців на Чорноморському флоті. Провідником українського руху стала рада Української чорноморської громади. У квітні 1917 року майже на всіх кораблях Чорноморської флоти вже існували українські корабельні ради, так само як у сухопутних частинах Севастопольської морської кріпості й повітрофлоті.
Протягом 1917 року моряки-чорноморці активно виступали на підтримку УНР та звертались до Центральної Ради з вимогою рішучих дій по українізації Чорноморського флоту та створенню Українських військово-морських сил.
12 жовтня 1917 року на відзначення українізації трьох кораблів Балтійського флоту: крейсера «Светлана» та ескадрених міноносців «Україна» та «Гайдамак» на всіх кораблях та установах Чорноморського Флоту, на один день, було піднято національні українські прапори та стеньгові сигнали «Хай живе вільна Україна».
14 січня 1918 року Центральна Рада прийняла «Тимчасовий Закон про український державний флот», відповідно до якого: «Російський Чорноморський флот… проголошується флотом Української Народної Республіки…» та «Українська Народна Республіка переймає на себе всі зобов'язання російського уряду щодо Чорноморського флоту й щодо утримання флоту й портів». Корабель юридично увійшов до складу Військово-морських сил УНР.
На початку 1918 року більшовики окупували ненадовго південь України та Севастополь. Збільшовизована команда крейсера брала участь у червоному терорі та бойових діях, в тому числі й в Одесі. Проте Брестський мир змусив більшовиків забратися з України.
22 квітня 1918 року командувач Чорноморського Флоту контр-адмірал Михайло Саблін наказом по флоту оголосив, що «всі судна, портове майно, які знаходяться у портах Криму, є власністю Української Народної Республіки. А тому наказую скрізь, де треба, підняти українські прапори». 29 квітня, за наказом командувача, майже всі кораблі, установи, порти та фортеці Чорноморського флоту підняли український прапор.
Однак вже 30 квітня, через провокацію більшовиків, частина флоту виходить до Новоросійська. Гідрокрейсер «Алмаз» залишився у Севастополі. В той же час, у Києві, було проголошено створення Українська Держава Української Держави. Командувачем Чорноморським Флотом було призначено Михайла Остроградського. Всі кораблі, що залишились у Севастополі, в тому числі й крейсер «Алмаз», увійшли до складу Військово-морських сил Української Держави. Проте, німецьке командування розцінило вихід частини кораблів до Новоросійська як порушення Берестейського мирної угоди, й тимчасового інтернували всі військові кораблі.
Одночасно, після проголошення Гетьманату, досить суттєво активізувалась робота по створенню Військово-морського флоту Української Держави. Протягом всього 1918 року уряд Гетьмана Скоропадського приділяв багато уваги побудові міцного боєздатного військового флоту.
10 червня 1918 р. на посаду Командувача Чорноморського Флоту та представника Гетьмана у Криму Павло Скоропадський призначив контр-адмірала В'ячеслава Клочковського. В результаті переговорів, на українських кораблях було знову піднято національні прапори, проте вони залишаються під частковим німецьким контролем. У другій половині серпня 1918 року до Берліна виїхав контр-адмірал Юрій Свірський. Повноваження якого передбачали: ведення переговорів щодо передачі кораблів Чорноморського флоту, як військових так і торговельних, уряду Української Держави. Після довгих переговорів Німеччина дала згоду на формування Україною власного повноцінного флоту. Основу його вже становили 35 кораблів.
До жовтня 1918 року всі інтерновані кораблі було передано до Українських військово-морських сил. Наприкінці 1918 року, після антигетьманського перевороту у Києві та окупації півдня України військами Антанти, гідрокрейсер було захоплено англо-французькими «союзниками».
У вересні 1919 року командуванням Антанти крейсер було передано морським силам Півдня Росії. 14 листопада 1920 року, у складі Російської Ескадри, виведений з Севастополя, при евакуації армії генерала Врангеля з Криму, до Стамбула. Перейшов до Бізерту (Туніс), де 29 грудня 1920 року був інтернований французькою владою.
29 жовтня 1924 року визнаний Францією власністю СРСР. Наприкінці 20-х рр. проданий «Рудметаллторгом» французькій приватній фірмі на металобрухт. В 1934 році розібраний.